# Życie jest w porządku
Życie jest w porządku – drugi solowy album studyjny polskiej piosenkarki Anny Wyszkoni, który został wydany 13 listopada 2012 przez wytwórnię Sony Music.
Produkcją płyty zajęło się trzech producentów w tym m.in. Bogdan Kondracki oraz Neil Black. Znajdują się na niej zarówno spokojne i melancholijne ballady m.in. „Gdy naga stoję przed tobą...”, czy „Na krańcu świata” oraz piosenki o mocniejszych dźwiękach, „Wierzę w Anioły”, czy „Mapa naszych zdjęć”. Płyta nagrana została w okresie marzec-wrzesień 2012. Utwory powstały w Tank Studio w Warszawie, Studio B Woobie Doobie Studios w Sulejówku, studiu Neila Blacka w Berlinie, studio Tokarnia w Nieporęcie oraz w Jazzboy Studio w Warszawie. Autorką sesji fotograficznej do albumu jest Marlena Bielińska. 16 stycznia 2013 decyzją Związku Producentów Audio-Video album uzyskał status złotej płyty za sprzedaż ok. 15 tys. egzemplarzy. Natomiast 13 maja 2015 płyta pokryła się dwukrotną platyną przekraczając nakład 60 000 egzemplarzy.
Single
- „Zapytaj mnie o to, kochany” to pierwszy singel promujący album. Do utworu powstał teledysk za reżyserię którego odpowiadał Roman Przylipiak. Piosenka stała się ogólnopolskim przebojem radiowym. Utwór znalazł się także na 5. pozycji Polish Airplay Chart.
- W styczniu 2013 Anna Wyszkoni zapowiedziała wydanie drugiego singla promującego album, na którego wybrany został utwór „W całość ułożysz mnie”[5]. Jego oficjalna premiera odbyła się 21 stycznia 2013. Powstał również klip. Przebój został zaprezentowany podczas koncertu Największych Przebojów Roku na Sopot TopTrendy Festiwal.
- Trzecią kompozycją promującą wydawnictwo został utwór „Dźwięki nocy”, który stworzył Robert Gawliński specjalnie z myślą o nowym albumie wokalistki[6].
- 14 kwietnia w stacjach radiowych pojawił się singel „Na cześć wariata” promujący reedycję albumu Życie jest w porządku, która ukazała się na rynku 20 maja 2014 roku. Do piosenki powstał także klip, w którym pojawił się Piotr Zelt, Piotr Zyman oraz Katarzyna Joda. Utwór ten zwyciężył w koncercie Lata Zet i Dwójki w Zielonej Górze.
- 14 lipca 2014 wydano kolejną piosenką promującą album – „Biegnij przed siebie”. Kompozycja ta dedykowana jest córce Poli oraz synowi Tobiaszowi. We wrześniu tego samego roku do utworu powstał teledysk[7].
- „Prywatna Madonna” była grana w stacjach radiowych jako singel platynowej edycji albumu.
- Ostatnim, zamykającym promocję albumu singlem została kompozycja „Dzięki za dźwięki”.

## Lista utworów
1. „Powietrze” (sł. Anna Wyszkoni muz. Ania Dąbrowska/Jakub Galiński/Olek Świerkot) – 3:15
2. „Dźwięki nocy” (sł. Maciej Durczak muz. Robert Gawliński) – 3:06
3. „Zapytaj mnie o to, kochany” (sł. Olga Jackowska muz. Marek Jackowski) – 3:40
4. „W całość ułożysz mnie” (sł. Michał Szulim/Karolina Kozak muz. Robert Gawliński) – 3:45
5. „Mapa naszych zdjęć” (sł. Karolina Kozak muz. Anna Wyszkoni) – 3:53
6. „Na krańcu świata” (sł. Karolina Kozak muz. Bogdan Kondracki) – 3:54
7. „Gdy naga stoję przed Tobą...” (sł. i muz. Anna Wyszkoni) – 3:25
8. „Wierzę w Anioły” (sł. Maciej Durczak muz. Marek Jan Kisieliński/Anna Wyszkoni) – 3:22
9. „Zanim minie jesień” (sł. Maciej Durczak muz. Marek Jan Kisieliński) – 2:32
10. „Chcę oddychać” (sł. Anna Wyszkoni/Karolina Kozak muz. Mikis Cupas) – 3:26
11. „Moje miasto śpi” (sł. Anna Wyszkoni/Karolina Kozak muz. Anna Wyszkoni) – 3:47[8]

Platynowa edycja
1. „Na cześć wariata” (sł. i muz. Wojciech Klich) – 2:55
2. „Biegnij przed siebie” (sł. Anna Wyszkoni muz. Robert Gawliński) – 2:43
3. „Prywatna Madonna” (sł. Małgorzata Iżyńska/Wojciech Byrski muz. Seweryn Krajewski) – 3:50
4. „Dzięki za dźwięki” (sł. Jacek Cygan muz. Maciej Kraszewski) – 3:25

## Pozycja na liście sprzedaży
| Kraj   | Lista sprzedaży (2012/2013/2014) | Najwyższa pozycja | Certyfikat         | Sprzedaż |
| ------ | -------------------------------- | ----------------- | ------------------ | -------- |
| Polska | Oficjalna Lista Sprzedaży        | 14                | 2× platynowa płyta | 60 000+  |